# Air Manas
Авиакомпания «Эйр Манас»
Air Manas était une compagnie aérienne à bas prix basée à Bichkek, au Kirghizistan. Sa base principale est l'aéroport international de Manas. Elle figurait sur la liste des compagnies aériennes interdites d'exploitation dans l'Union européenne.

## Histoire
Air Manas a été fondée en 2006 à Bichkek. Le premier vol d'Air Manas a eu  lieu en décembre 2009. En juin 2012, 49 % de la compagnie aérienne a été rachetée par la compagnie turque Pegasus Airlines. Le premier vol sous la marque Pegasus Asia a été assuré de Bichkek à Istanbul le 22 mars 2013. Désormais, les compagnies aériennes assurent des vols intérieurs entre Bichkek et Och, ainsi que des vols internationaux du Kirghizistan vers l'Inde, la Russie, la Turquie et la Chine.

## Renaissance
Les efforts déployés par le Gouvernement kirghize pour attirer les investissements étrangers ont porté leurs fruits : les visites mutuelles de délégations gouvernementales de haut niveau ont donné un sérieux élan aux relations commerciales bilatérales entre la Turquie et le Kirghizistan. Ainsi, fin 2012, sur la base d'une compagnie aérienne préexistante, une nouvelle compagnie aérienne kirghize du même nom « Air Manas » a été créée, détenue à 51 % par la partie kirghize et à 49 % par le partenaire stratégique nouvellement attiré Pegasus Airlines, l'une des principales compagnies aériennes en Europe.
Air Manas dispose de sa propre base technique aéronautique certifiée pour la maintenance opérationnelle des avions.

## Flotte

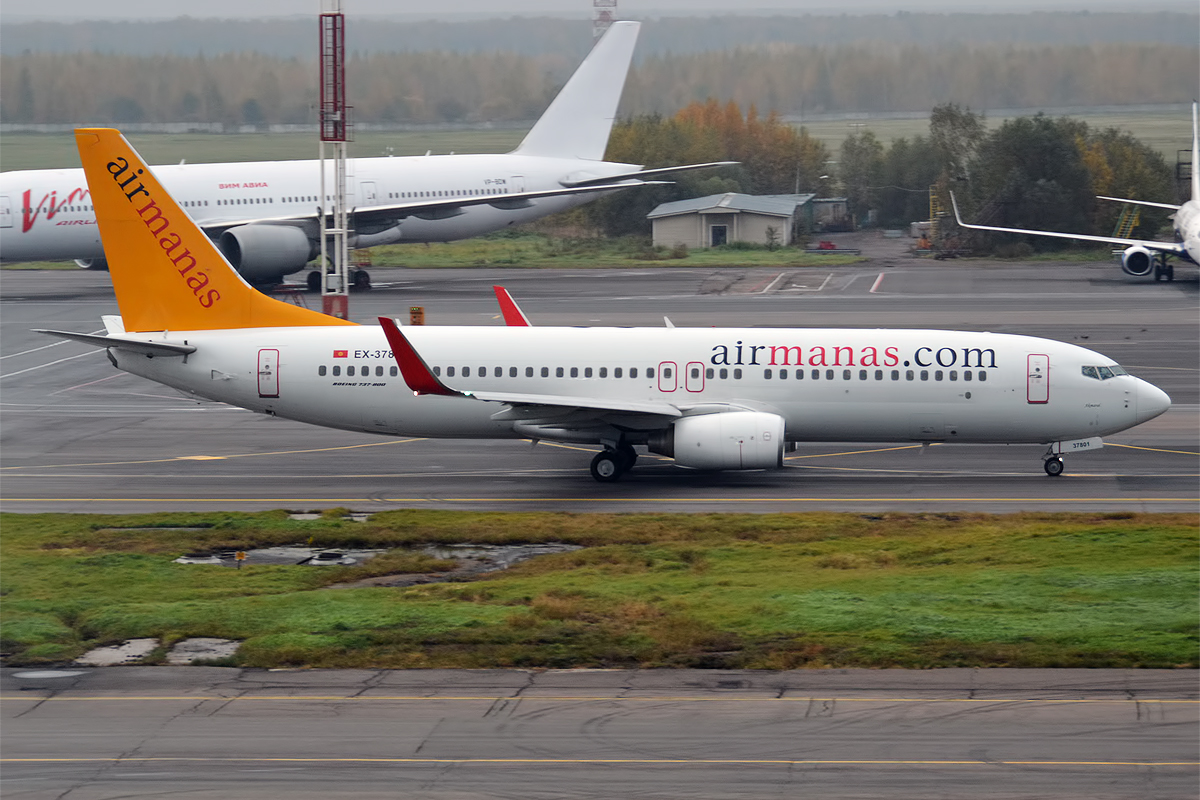
Boeing 737-800 d'Air Manas à l'aéroport de Domodedovo.

### Flotte actuelle
L'Air Manas s'attend désormais à recevoir trois A220-300 (en 2021),.

### Ancienne flotte
La compagnie aérienne exploitait les aéronefs suivants (en août 2020) :
- 1 Boeing 737-400 ;
- 3 Boeing 737-400 ;
- 12 Boeing 737-800.